# Anna Walton
Pour l’article homonyme, voir Walton.
Anna Walton est une actrice britannique née le 18 décembre 1980 à Londres.

## Filmographie
- 2015 : Cherry Tree : Sissy
- 2013-2015 : Reign : Le Destin d'une reine : Diane de Poitiers
- 2013 : Buoy
- 2013 : Lucan : Jane Aspinall
- 2013 : Soulmate : Audrey
- 2012 : The Seasoning House : Violeta
- 2012 : Deviation : Amber
- 2011 : The Halloween Kid : la mère d'Henry
- 2011 : 5 Days of War : Karin
- 2010 : Copelia : Agatha
- 2008-2009 : Crusoe : Susannah Crusoe
- 2008 : The Mutant Chronicles : Severian
- 2008 : Hellboy II - Les légions d'or maudites : princesse Nuala
- 2007 : A Girl and a Gun : Lucille
- 2006 : Simon Schama's Power of Art : Lena
- 1998 : Out of Hours : Nicky Walsh
- 1997 : Bright Hair : Melissa Barnett